# Praedonula almonella
Praedonula almonella är en fjärilsart som beskrevs av Dyar 1914. Praedonula almonella ingår i släktet Praedonula och familjen mott. Inga underarter finns listade i Catalogue of Life.